# Vô ưu
Vô ưu (danh pháp khoa học Saraca asoca), là loài thực vật thuộc chi Vàng anh. Cây gỗ nhỡ, thường dùng làm cảnh.
Một số tài liệu hay trang mạng ghi danh pháp đồng nghĩa là Saraca indica mà không nói rõ tên người đặt nên dễ gây lầm lẫn. Saraca indica Linnaeus (thường được viết tắt là L.) do Linnaeus đặt là tên khoa học của loài Vàng anh lá bé, dễ lẫn với cây vô ưu. Tên đồng danh đúng của loài này Saraca indica Bedd..

## Thần thoại và truyền thống
Vô ưu được coi là linh thiêng trên khắp tiểu lục địa Ấn Độ, đặc biệt là ở Ấn Độ, Nepal và Sri Lanka. Cây này xuất hiện trong nhiều hội dân gian, tôn giáo và văn học trong vùng. Được đánh giá cao nhờ vẻ ngoài đẹp đẽ, màu sắc và sự phong phú của hoa, vô ưu thường được tìm thấy trong các khu vườn và cung điện hoàng gia cũng như gần các ngôi đền trên khắp Ấn Độ.
Vô ưu cũng gắn liền với các sinh mệnh thần thoại yakshi, một trong những yếu tố lặp lại trong nghệ thuật Ấn Độ, thường được tìm thấy ở cổng các ngôi chùa Phật giáo và Ấn Độ giáo. Tác phẩm điêu khắc thường thấy là yakshini với chân đặt trên thân cây và tay cầm cành cây vô ưu đang nở hoa. Là một yếu tố nghệ thuật, thông thường loài cây này và yakshi được cách điệu nhiều. Một số tác giả cho rằng cô gái trẻ dưới chân cây này dựa trên một vị thần cây cổ đại có liên quan đến khả năng sinh sản.
Các yakshi dưới gốc cây vô ưu cũng rất quan trọng trong các di tích Phật giáo thời kỳ đầu như một yếu tố trang trí và được tìm thấy trong nhiều địa điểm khảo cổ Phật giáo cổ đại. Qua nhiều thế kỷ, yakshi dưới gốc cây vô ưu đã trở thành một yếu tố trang trí tiêu chuẩn của người Hindu trong điêu khắc Ấn Độ và được tích hợp vào kiến trúc đền thờ Ấn Độ với tên gọi salabhanjika, bởi vì thường có sự nhầm lẫn giữa cây vô ưu và cây sala (Shorea robusta) trong văn học cổ đại tiểu lục địa Ấn Độ.

## Hình ảnh

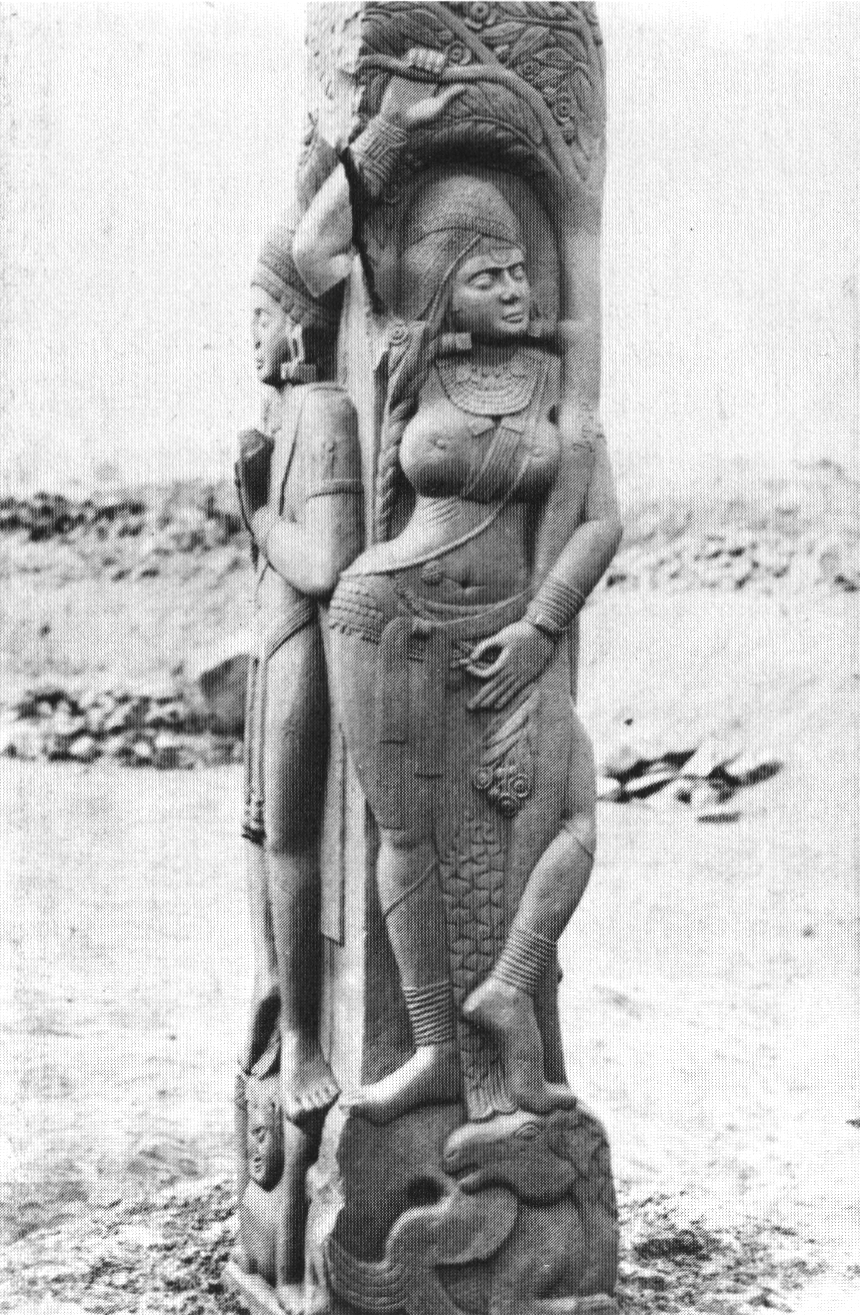
Yakshi dưới gốc cây vô ưu cách điệu. Hình lan can tại Bảo tháp Bharhut, thế kỷ thứ 2 trước Công nguyên, Ấn Độ
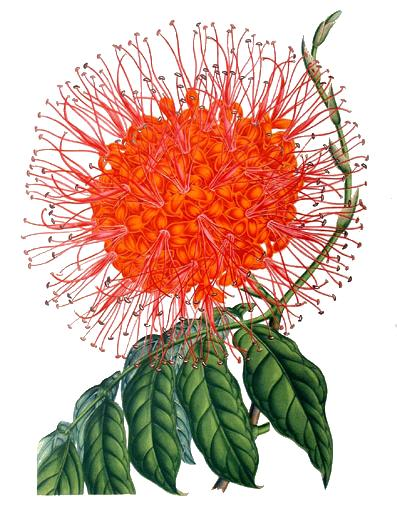
Cụm hoa vô ưu
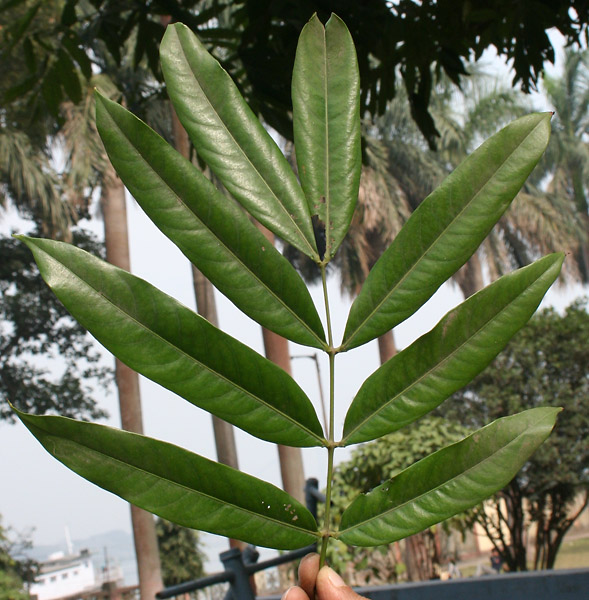
Lá kép lông chim 1 lần lẻ
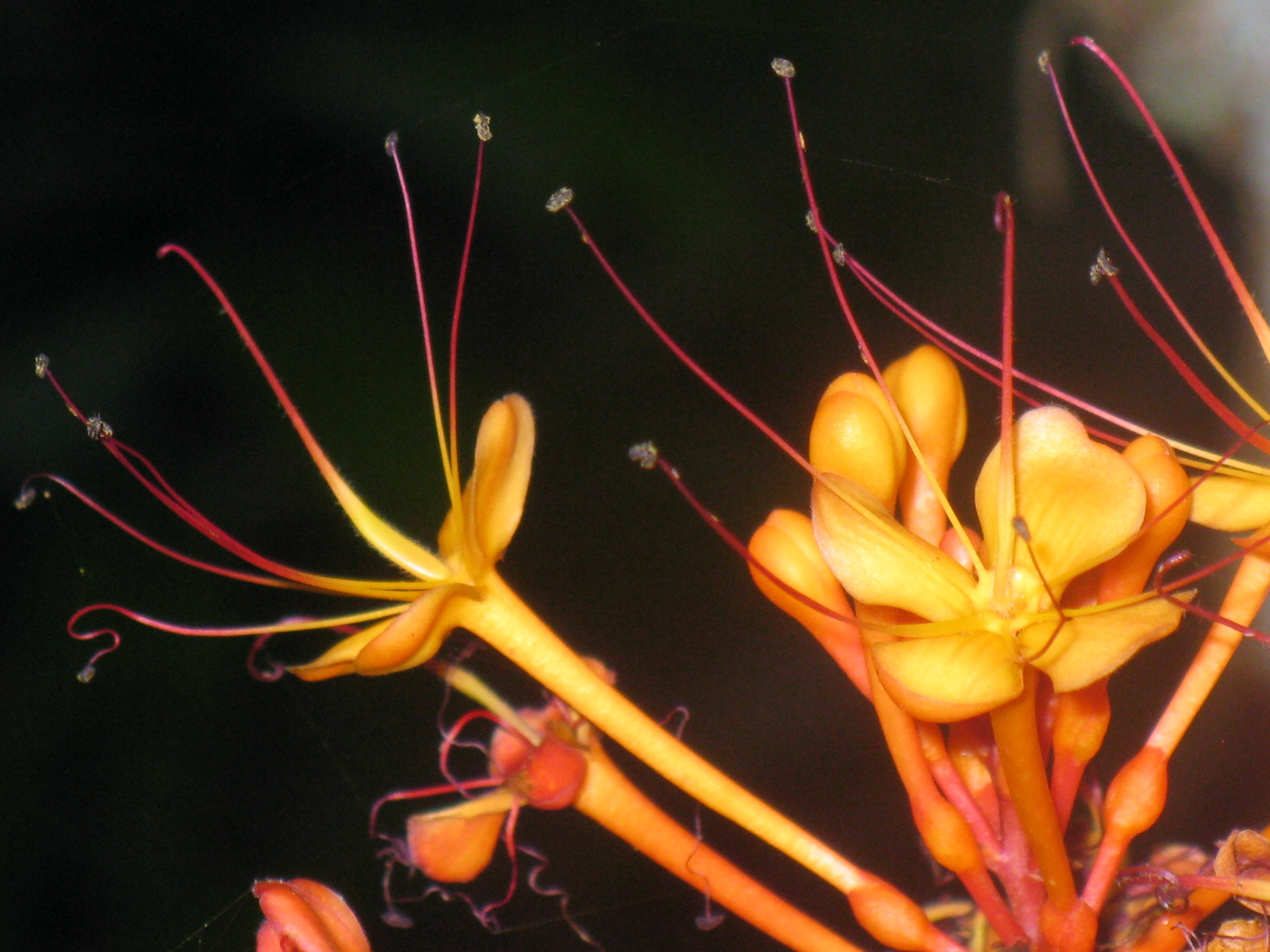
Hoa vô ưu